# Fritz Hippler
Fritz Hippler (Berlino, 17 agosto 1909 – Berchtesgaden, 22 maggio 2002) è stato un regista tedesco.
Era il dirigente del dipartimento cinematografico del Ministero del Reich per l'istruzione pubblica e la propaganda della Germania nazista, sotto la guida di Joseph Goebbels. È conosciuto per aver diretto il film di propaganda antisemita L'ebreo errante (1940).

## Filmografia parziale
- Wort und Tat (1938) - cortometraggio
- Der Westwall (1939)
- Feldzug in Polen (1940)
- L'ebreo errante (Der ewige Jude) (1940)
- SS-Panzer Division Viking (1941)
- Der Fuhrer und Sein Volk (1942) - cortometraggio